# Éric Ramos
Éric Fabián Ramos (ur. 12 maja 1987 w Carapegui) – paragwajski piłkarz grający na pozycji pomocnika, od 2012 roku występujący w azerskim klubie Neftçi PFK. W reprezentacji Paragwaju zadebiutował w 2012 roku. Do10 października 2013 roku rozegrał w niej 5 meczów.